# 우드라크쿠스쿠스
우드라크쿠스쿠스(Phalanger lullulae)는 쿠스쿠스과에 속하는 유대류의 일종이다. 파푸아뉴기니, 특히 파푸아뉴기니의 밀른베이 주 일부인 마다우와 우드라크 섬의 토착종이다. 우드라크 섬에 서식하는 가장 큰 포유류로 알려져 있지만, 우드라크 섬에서 남쪽으로 70km 떨어진 알세스터 섬 인근 지역에서도 발견된다.